# Альп-Більге-каган
Альп-Більге-каган (д/н — 744) — 10-й каган Другого Східнотюркського каганату у 742—744 роках. Відомий також як Ельтеріш-каган II.

## Життєпис
Походив з династії Ашина. Син Уті-бега, онук елетмиш-ябгу Турс-бега (в китайців відомого як Дуосіфу), що був братом каган Елтеріша. При народженні дістав ім'я Ші. Був ябгу племені басмилів.
З початком загального розгардіяшу в державі, спричиненого повстанням проти регентши Кутлуг-Себіг-хатун, Ші також рушив на каганську ставку. Тут тим часом отаборився Пан Кюль-тегін, що повалив Тенгрі-кагана, поставивши на трон його брата (ім'я невідоме), що став 7-м каганом. Разом з тим мусив боротися проти Кутлуга-ябгу, що висунув претендентом на трон ще одного брата Тенгрі-кагана — Сюаня (став 8-м каганом), проте швидко Кутлуг-ябгу сам захопив владу, ставши 9-м каганом. Але невдовзі того було подолано. Ші стратив цього кагана, оголосивши себе володарем під ім'ям Аль-Більге-каган.
Передав своїм союзникам карлукам панування над правим крилом, а уйгурам — над лівим, порушивши тим самим традицію. Проти нього повстав Озмиш-тегін-хан, а потім Баймей-хан.
Каганат фактично розпався. 744 року повстали уйгури, в боротьбі з яким Альп-Більге-каган й загинув.